# Poliginia
| Poligamia es legal solo para musulmanes Poligamia es legal Poligamia es legal en algunas regiones (Indonesia) Poligamia es ilegal, pero la práctica no es criminalizada Poligamia es ilegal y la práctica es criminalizada Estatus legal desconocido |

Países que autorizan la poliginia.

Poliginia (del griego πολυγυνία  (poliguinía) polýs, "muchos", y gyné, "mujer", “esposa”) es un término utilizado tanto en biología como en la antropología del parentesco y la sociobiología. El término opuesto a este es monoginia.
En biología, poliginia hace referencia a conceptos diferentes en el campo de la botánica y de la zoología:
- En botánica una flor poligínica es aquella que tiene varios pistilos.
- En zoología es el hábito de algunas especies por el cual el macho tiene más de una pareja sexual.

En el caso de la antropología se refiere a la práctica de un hombre de contraer matrimonio de forma polígama con más de una esposa.

## Poliginia en animales
La poliginia es un régimen social habitual en muchos géneros de animales. En ellos el macho reúne un harén de hembras, apareándose con todas ellas, generalmente de forma exclusiva, no permitiendo que otros machos del grupo accedan a ellas si no es mediante su sustitución como líder del clan. Esto ocurre, por ejemplo, entre las aves: en las avutardas, los ñandúes, los gallos, los faisanes; y entre los mamíferos: en los ciervos.

## Poliginia en humanos
Es la forma más común de poligamia, y habitualmente se confunde con ella. La poliginia es el tipo de relación institucionalizada por la cual (hablando de la especie Homo sapiens) un varón tiene dos o más esposas al mismo tiempo. Cuando una mujer es quien tiene dos o más esposos, se llama poliandria.
La poliginia institucionalizada ha sido frecuente en las más diversas culturas. Sin embargo, por cuestiones de linaje y herencias, en muchas etnias se fue instituyendo la monogamia. Por ejemplo, griegos y romanos antiguos solo podían (legalmente) de modo institucional formar matrimonios monogámicos, lo cual aseguraba las herencias en el linaje, aunque existió siempre un concubinato extramatrimonial que era "ilegal". 
Las culturas en las cuales la práctica de la poliginia ha sido (y aún es) muy notoria, son la islámica y la hindú. En la 'sharia' o legislación islámica se acepta que un hombre tenga hasta cuatro esposas legales al mismo tiempo, y un número indeterminado de concubinas (véase harén). En la práctica, casi siempre, los varones musulmanes han sido, sin embargo, monogámicos debido a que la poliginia es prácticamente un privilegio reservado a los ricos, ya que el Corán estipula que el esposo debe mantener a sus mujeres y, obviamente, a la prole. La situación se da de un modo muy similar en la India, donde solo aquellos especialmente adinerados podían practicar la poliginia, siendo un indicador del poder económico la posesión de harenes muy numerosos, compuestos por las jóvenes más hermosas.

### El caso del Paraguay
En Paraguay, al finalizar la guerra que enfrentó a ese país con Argentina, Brasil y Uruguay entre 1865 y 1870, se produjo una significativa escasez de varones en edad reproductiva, calculándose que murieron en el campo de batalla el 90% de ellos.
A raíz de esto, para favorecer la repoblación del país, se adoptó una política conocida como de amor libre. Es decir, se favoreció la poligamia, con base en que en algunos casos extremos de zonas rurales, la proporción de hombres en relación con mujeres era de aproximadamente uno por cada cincuenta. De haberse mantenido una opinión condenatoria respecto del fenómeno poligámico, probablemente esa situación nunca hubiera sido revertida.
Naturalmente, estos hechos conllevaron una revalorización del papel de la mujer en la sociedad paraguaya: ella pasó a ser la jefa del hogar, además de dedicarse a sus hijos y a las tareas de la casa. Esta organización cuasi matriarcal, con distintos matices, sigue manteniéndose en la actualidad.